# Albert Aftalion
Albert Aftalion (Ruse, 21 ottobre 1874 – Ginevra, 6 dicembre 1956) è stato un economista francese, di origini bulgare.
Fu professore di economia all'università di Lilla a partire dal 1906 e dal 1924 in quella di Parigi.
È stato autore di numerose pubblicazioni e ricerche in campo economico, ma è ricordato per la sua teoria della crisi, che egli considera conseguenza  di fatti d'inerzia del mercato e di errori di previsione degli imprenditori e non di fattori monetari. Altri suoi studi riguardano il modello dell'acceleratore, problemi sociali, analisi in materia monetaria e di rapporti internazionali. Fu grande sostenitore dell'idea che l'economia di mercato fosse  sottoposta a controllo e ad interventi dello stato.
Tra le sue maggiori opere possono essere ricordate: Les crises periodiques de surproduction, Les fondements du socialisme, L'or et la monnaie, Monnaie et économie dirigée.